# دژ هوآسیونگ

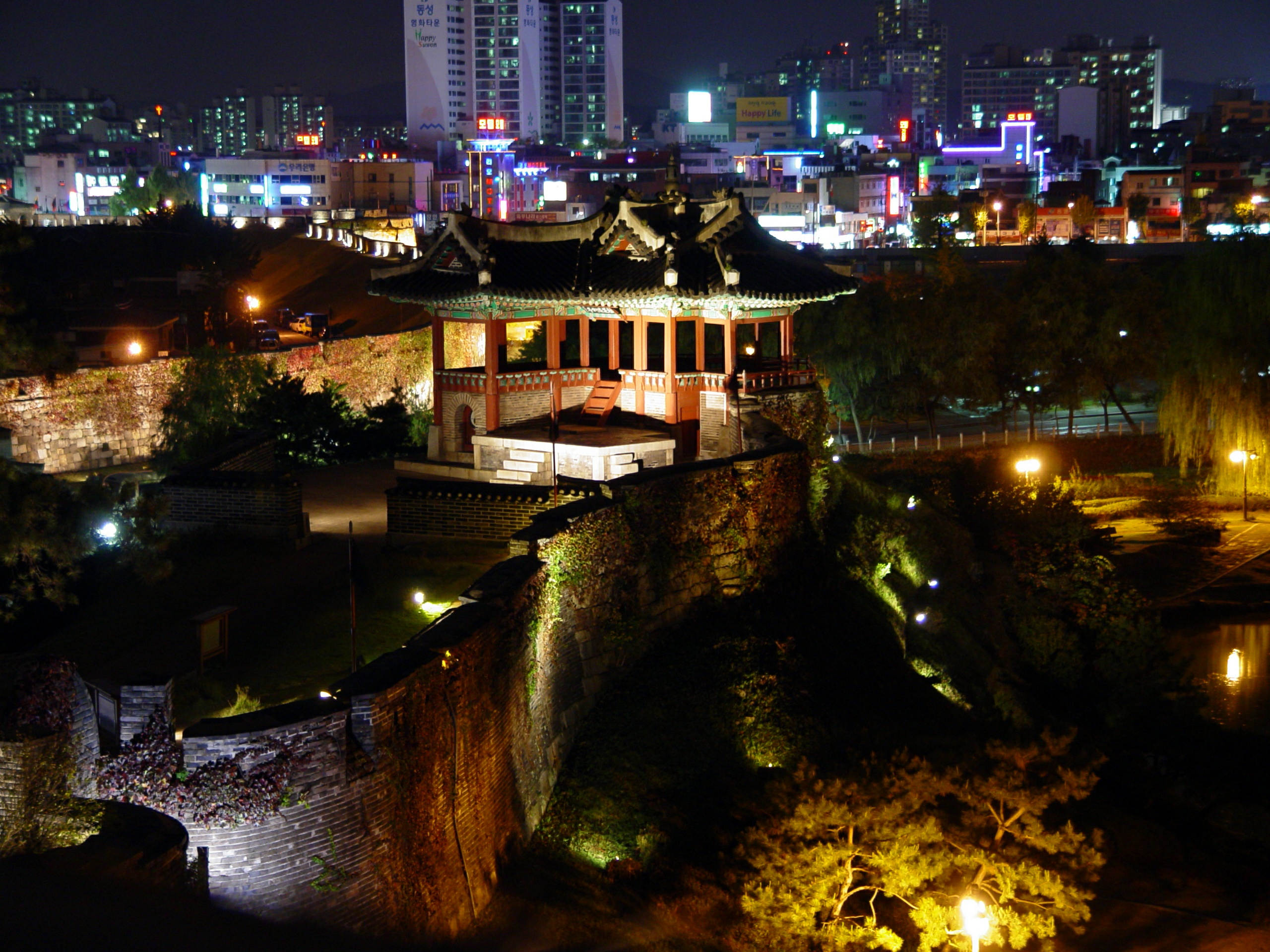
دژ هوآسیونگ

دژ هوآسیونگ (قلعه درخشان) دیواری است در اطراف مرکز سوون، مرکز استان گیونگ‌گی، کره جنوبی، که در اواخر قرن ۱۸ به وسیله پادشاه چوسان، جونگ‌جو چوسان ساخته شده‌است. او این دیوار را برای احترام به پدرش شاهزاده سادو که توسط پدربزرگش شاه یونگ‌جو چوسان، به علت عدم اطاعت شاهزاده از پادشاه برای خودکشی، در کیسه‌ای از برنج محبوس شد و به قتل رسید، بنا نهاده‌است. این مکان در ۳۰ کیلومتری (۱۹ مایلی) جنوب سئول قرار داشته و در اطراف سوون مرکزی که شامل کاخ پادشاه جئونگجو نیز می‌شود، قرار دارد و در سال ۱۹۹۷ به فهرست میراث جهانی یونسکو اضافه شده‌است .
سوئون چیون (نهر باقی‌مانده در سوان) از میان این قلعه می‌گذرد.

## نگارخانه

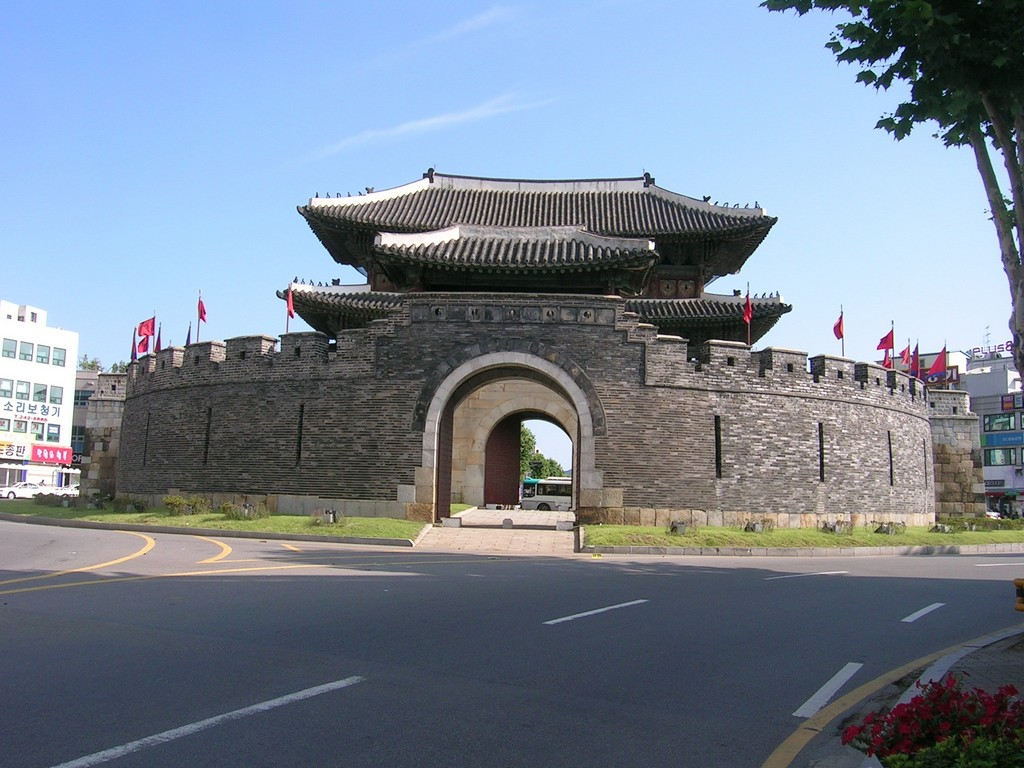
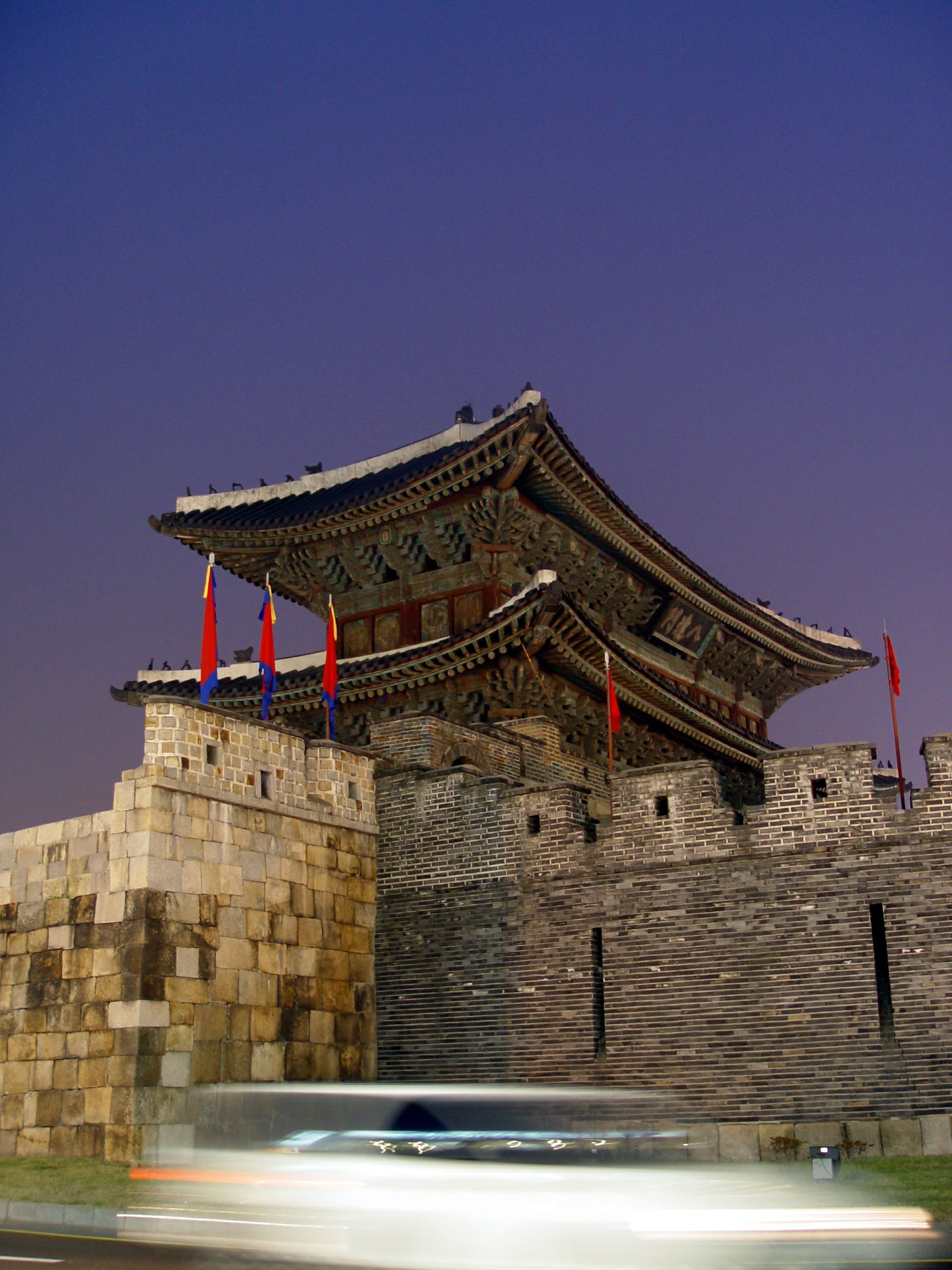
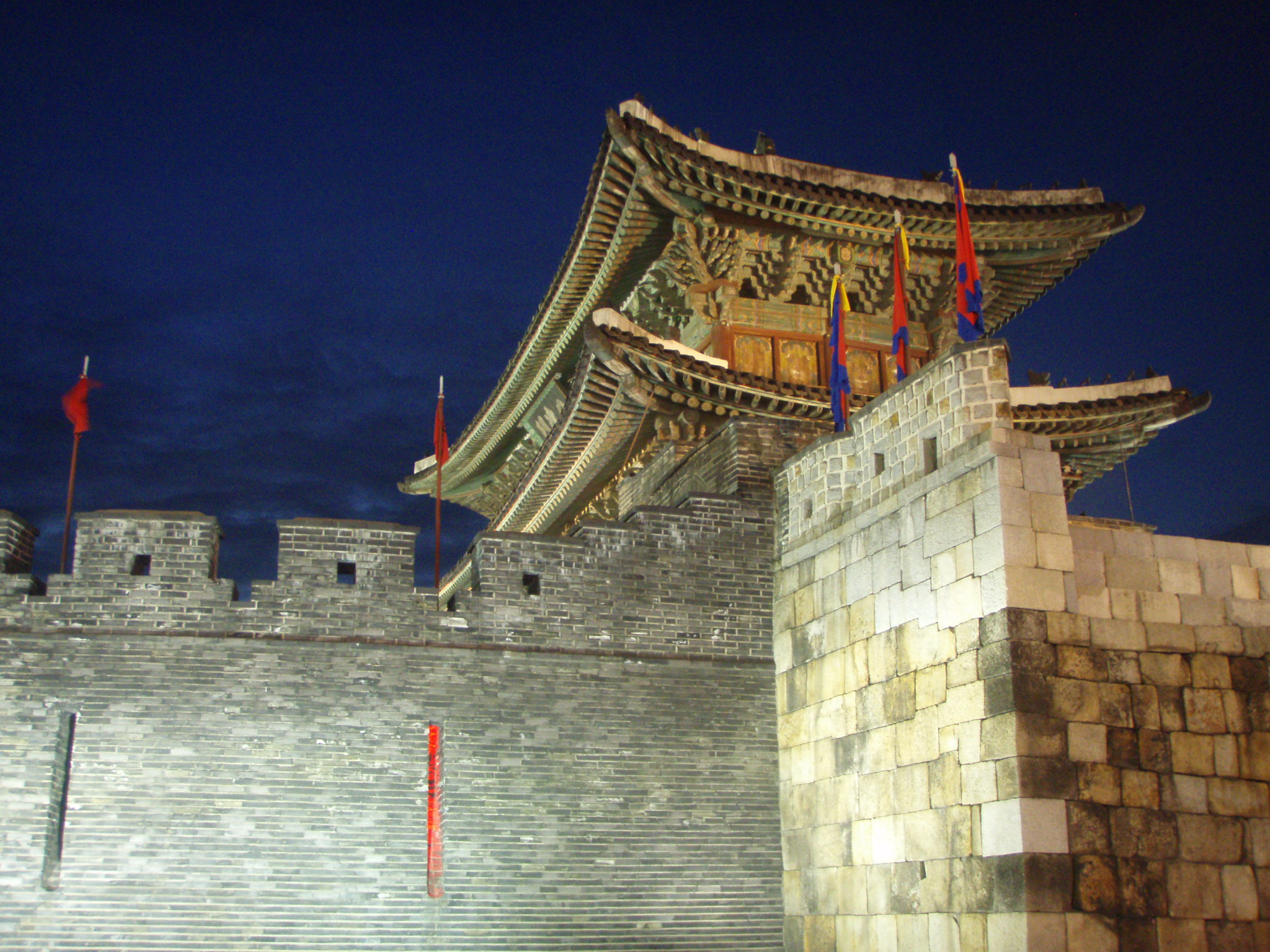
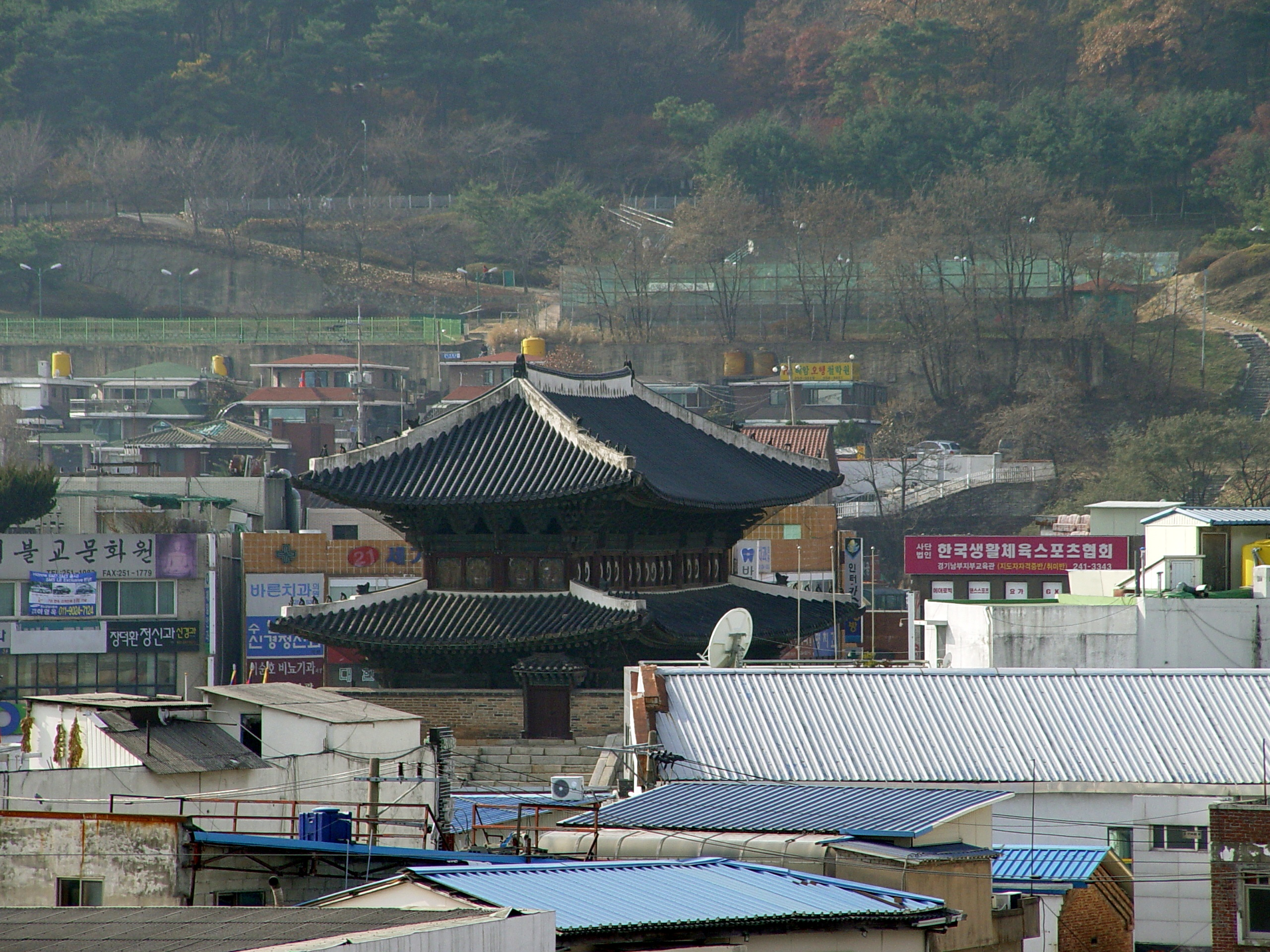